# KAORI (モデル)
KAORI（かおり、1978年5月8日 - ）は、日本の元AV女優、元レースクイーン、元グラビアアイドル。
千葉県出身。

## 略歴
森嶋かおり（もりしま かおり）名義で芸能活動を始める。
2000年に「5ZIGEN」、2001年に「シグマテックレーシング」のレースクィーンとなったのをきっかけに、雑誌のグラビアで注目される。
2001年9月に写真集『bé cat』、ビデオ『森嶋かおり』で本格デビュー。
2002年よりKAORIの芸名を名乗り、その後はセクシーグラビアやイメージDVDで人気を呼ぶ。 他には、『Se-女!』（テレビ東京）などのバラエティ番組や、オリジナルビデオ『略奪〜マネークラッシュ』（2004年）などに出演。 尚、実際の生年は1975年だが、途中からプロフィールの年齢を3歳若く公表するようになった。
2009年12月にMUTEKIからAVデビュー。
2019年5月、AVを卒業。

## 出演

### テレビドラマ
- 世にも奇妙な物語 2002秋の特別編 「知らなすぎた男」 （2002年10月3日、フジテレビ） 振り返る女役でエキストラ出演

### バラエティ番組
- Se-女!　（テレビ東京）
- Se-女!2　（2004年、テレビ東京）
- ロンロバ!金メダル!　（2004年、TBS）
- さまぁ〜ず式（TBS、2009年）

### オリジナルビデオ
- 略奪〜マネークラッシュ　（2004年3月25日、GPミュージアムソフト）

### イメージ作品
森嶋かおり名義
- 森嶋かおり（2001年9月27日、オー・ケイ出版社）

KAORI名義
- Private Venus（2002年6月25日、GPミュージアム）
- parfum Gold version（2002年11月22日、日本メディアサプライ）
- parfum platinum version（2002年11月22日、日本メディアサプライ）
- S[és] - Private Venus（2003年3月25日、GPミュージアム）
- INSOMNIA（2003年5月20日、竹書房）
- SECRET HEAVEN（2003年9月25日、フォーサイド・ドット・コム）
- 妄想遊戯（2003年11月21日、ぶんか社）
- THE MAKING OF 妄想遊戯（2004年2月6日、ぶんか社）
- voltage（2004年2月25日、h.m.p）
- FREEDOM　-KAORI IN HONOLULU-（2004年3月12日、日本メディアサプライ）
- G-Queen（2004年6月25日、A・R・Tプロモーション）
- Cutie Doll（2004年8月25日、フォーサイド・ドット・コム）
- Se-女! B（2004年10月25日、フォーサイド・ドット・コム）
- SｘS（2005年2月18日、日本メディアサプライ）
- SILKY COLLECTION Se-女! 2（2005年3月25日、イーネット・フロンティア）
- 妄想雫（2005年5月27日、ぶんか社）
- with you（2005年8月26日、ペイ･パー･ビュー･ジャパン）
- swim（2005年10月21日、竹書房）
- 妄想美尻（2006年1月20日、ぶんか社）
- JUICY MANGOSTEEN（2006年10月20日、竹書房）
- ふたり曼荼羅（2006年11月24日、ぶんか社）共演:名波はるか
- 艶尻（2007年2月23日、ぶんか社）
- EX VIRGIN（2007年5月25日→発売中止、英知出版）
- ALL IN KAORI（2007年9月30日、BNS）
- 哀しみのファンタスティックワイフ 〜希望という名の絶望〜 （2007年10月7日、ATTACK ZONE）共演:名波はるか
- 濡れ時間（2007年12月25日、ゴマブックス）
- HIP‘S KAORI（2008年2月22日、フォーサイド・ドット・コム）
- Synchro〜シンクロ〜（2008年3月19日、BNS）共演:名波はるか
- 現役セクシータレントKAORIがAV現場に連れて来られてチ○ポ・フェラ○オ・セックスを生で見ちゃいました!（5月19日、もっこりテレビ）
- W-epilogue- （2008年6月20日、フォーサイド・ドット・コム）共演:名波はるか
- 濡時間 15 セカンドシーン KAORI’S LEGEND（2008年8月25日、ゴマブックス）
- ULTIMATE DIVA（2008年11月30日、BNS）
- 解禁 01-柔らかくデンジャラスな桃尻を全解禁!!!- KAORI（2009年4月25日、ARDEN）
- オナックス KAORI（2009年9月25日、Air control）
- フェラックス KAORI（2009年9月25日、Air control）
- 妄想X-S級女優の旬感エクスタシー016- KAORI（2010年5月25日、妄想X）

### アダルトビデオ
- 現役セクシータレントKAORIがAV現場に連れて来られてチ○ポ・フェラ○オ・セックスを生で見ちゃいました! （2008年5月19日、もっこりテレビ） ※ KAORI自身はAV女優としての出演ではない
- Perfume（2009年12月1日、MUTEKI）
- SEXSEXSEX（2010年1月1日、MUTEKI）
- Venus（2010年2月1日、MUTEKI）
- FUCK!(2010年3月1日、MUTEKI）
- EROTIC（2010年4月1日、MUTEKI）
- HONEY（2010年5月1日、MUTEKI）
- VIP HIP SEX（2010年6月1日、MUTEKI）
- Bitch!（2010年7月1日、MUTEKI）
- 乱交（2010年10月1日、MUTEKI）
- 本番解禁（2010年12月7日、プレミアム）
- 淫・女尻スペシャル（2011年1月7日、プレミアム）
- 悩殺ノーパン女教師（2011年4月7日、プレミアム）
- 3D美画裸 〜BIERA〜（2011年5月7日、プレミアム）
- PREMIUM STYLISH SOAP V.I.P180分スペシャル（2011年6月7日、プレミアム）
- 豊満兄嫁の肉体いじり（2011年7月7日、プレミアム）
- 監禁拘束KAORIイカセ24時間（2011年8月7日、プレミアム）
- 女怪盗 女豹10 幻の性像｢異邦人（2011年9月7日、アタッカーズ）
- 夫の目の前で犯されて-特別編 濡れた再就職（2011年10月7日、アタッカーズ）
- T-BACK FUCK（2011年11月7日、プレミアム）
- フェラチオ・マニアックス!（2011年12月7日、プレミアム）
- ピッタリ水着のムチ尻インストラクター（2012年1月7日、プレミアム）
- KAORIグラマラス6本番スーパーラグジュアリー（2012年2月7日、プレミアム）
- KAORI PREMIUM BOX4枚組16時間（2012年3月7日、プレミアム）
- あなた、許して…。-人妻の性感帯-（2012年3月7日、アタッカーズ）
- 家政婦の股（2012年4月7日、プレミアム）
- お義姉さんの誘惑 〜淫らな兄嫁と、ひとつ屋根の下〜（2012年5月7日、プレミアム）
- 麗しの美尻キャビンアテンダント（2012年6月7日、プレミアム）
- KAORI PREMIUM BOX4枚組16時間（2012年7月7日、プレミアム）
- DIGITAL CHANNEL DC95（2012年8月1日、アイデアポケット）
- 秘密女捜査官（2012年9月1日、アイデアポケット）
- 服従の時間割 女教師、恥辱の日々…。（2012年10月7日、アタッカーズ）
- お義姉さんの誘惑 ふたたび（2012年11月7日、プレミアム）
- 出会って4秒で合体（2013年1月25日、アリスJAPAN）
- すぐに破れるコンドーム×KAORI（2013年2月22日、EROTICA）
- サイレントレイプ 声を出せない私 スリルと快感（2013年3月7日、アタッカーズ）
- 究極の尻フェチマニアックス（2013年4月19日、プレミアム）
- 奴隷ソープに堕とされた女教師3（2013年5月7日、アタッカーズ）
- 潜入捜査官、堕ちるまで…（2013年6月7日、アタッカーズ）
- 私って、女教師失格ですよね…。中出し課外授業（2013年7月7日、BeFree）
- 保険外交員、凌辱の日々。 望まない絶頂が悔しくて…（2013年8月7日、アタッカーズ）
- 侵食された日常 堕ちたエステティシャンの告白（2013年9月7日、アタッカーズ）
- 裸エプロンの女（2013年10月7日、アタッカーズ）
- 奴隷色のステージ25（2013年11月7日、アタッカーズ）
- イメージング・ストーリー 感じるほどに、踊る肉体（2013年12月7日、アタッカーズ）
- 被虐の家庭教師6（2014年1月7日、アタッカーズ）
- 恋する妻達2 (2014年2月7日、アタッカーズ) 共演:澤村レイコ
- KAORI 全47本番 PREMIUM BOX 6枚組24時間 (2014年3月7日、プレミアム) ※単体ベスト
- ATTACKERS PRESENTS THE BEST OF KAORI (2014年4月7日、アタッカーズ) ※単体ベスト
- 凌辱ハイツ (2014年6月7日、アタッカーズ) 共演:神崎みい
- 親父の女  (2014年7月7日、マドンナ)
- ガックガクの女 (2015年9月4日、ドリームチケット)
- 友人の母親 (2015年10月13日、ヴィーナス)
- うちの妻を夜這いしてください (2015年11月12日、ヒビノ)
- 嫁の母親に中出ししてしまった (2015年11月13日、ヴィーナス)
- 早漏チ○ポをゆる～い刺激でスローに弄ぶむっちり美熟女の射精オアズケSEX (2015年12月4日、ワープエンタテインメント)
- 淫語バスガイド (2016年2月18日、ROCKET)
- 近親［無言］相姦 隣にお父さんがいるのよ… (2016年3月13日、VENUS)
- 性感暴発エビ反りアクメサロン (2016年4月1日、ワープエンタテインメント)
- こんな女に抱かれたい (2016年5月6日、ワープエンタテインメント)
- 脅迫されても心が折れないいつも強気な高飛車女は、弱味につけこむ男のチ●ポでさえ睨みつけながら咥える（2016年5月6日、ドリームチケット）他出演:愛加あみ、倉多まお、松嶋葵、なつめ愛莉、北川エリカ、夏希みなみ
- 地獄の男潮スプラッシュ! 神技Wテクニシャン逆3P (2016年5月13日、MOODYZ) 共演:水野朝陽
- ガサ入れ！ビッグバンローター改 人妻AV女優の本物の旦那様が居る自宅に… バレないようにビッグバンローターで楽しんでいたら奥様の性欲に火がつきまくって玄関先でこっそり濃厚接吻寝取りSEX＆潮!潮!4 (2016年5月26日、サディスティックヴィレッジ)
- マセガキ兄弟に縄でモテ遊ばれた巨乳叔母 (2016年6月3日、ワープエンタテインメント)
- 近親相姦中出しソープ 初めての熟女風俗、指名したら母ちゃんだった (2016年6月7日、ヴィーナス)
- 野獣たちの獲物 (2016年6月7日、アタッカーズ)
- 友人の母 息子の友人に犯され、幾度もイカされてしまったんです…  (2016年6月13日、ヴィーナス)
- 「ナマではいっちゃった!」爆乳デリ嬢のオイル素股でチ○ポをマ○コに擦り付けてたら思わずフル勃起からのナマ挿入! (2016年9月1日、グローリークエスト) 他出演:水野朝陽、保坂えり、西条沙羅、小早川怜子、篠田あゆみ、保志美あすか、霧島さくら、小西みか、成宮はるあ ※ 「AV OPEN 2016」企画部門 エントリー作品
- 唾液がねっとり絡みつく 濃密吸引フェラチオサロン (2016年9月1日、Fitch)
- 母子姦 (2016年10月6日、グローリークエスト)
- 狂おしいほど受精したがるKAORIと朝から晩までえげつない生中出しSEX 性欲が強すぎるスケベな妻と濃密な子作り生活 (2016年11月1日、Fitch)
- ネトラレーゼ 妻が若い隣人とその同僚の新社会人に寝取られた話し (2016年11月24日、タカラ映像)
- S級熟女コンプリートファイル KAORI 6時間 (2016年12月19日、ヴィーナス) ※単体ベスト
- 新しい母さんがエロすぎて… (2016年12月19日、ドグマ)
- うちの母にかぎって…「待って…、息子に知られたら困る…。」あきらめるように唇を許すと母は僕のクラスメイトにカラダを許した【寝取られ】熟女… (2017年1月25日、ビッグモーカル)
- 絶品ボディのスケベ女にレンタルされたオッサン セックス処理が激務過ぎてチ○ポが擦り切れそうです。 (2017年1月27日、ケイ・エム・プロデュース/REAL)
- M男クンのアパートの鍵、貸します。 (2017年2月3日、ワープエンタテインメント)
- 魔少年たちの巨乳奥様狩り 16 (2017年2月3日、クリスタル映像/NITRO)
- SEXYランジェリー訪問販売員の猥褻中出しセールス術 (2017年2月7日、ヴィーナス)
- 母子交尾 ～信濃境路～ (2017年2月19日、ルビー)
- はだかの主婦 足立区在住かおり（38）(2017年3月1日、プラネットプラス)
- 母の親友 (2017年3月7日、ヴィーナス)
- 欲しがり年増セフレ ガクブル露出SEX かおりサン（41歳）(2017年3月7日、山と空)
- お義母さん、にょっ女房よりずっといいよ… (2017年4月27日、タカラ映像)
- もしも「KAORI」が○○だったら… (2017年5月1日、プラネットプラス)
- 街で噂のむちむちデカ尻コスプレBAR店員 (2017年5月25日、AVS Collector's)
- 告白します、わたしSEX依存症なの…ゴム無し生姦が一番気持ちがいいの!大量の精子を中出しして妊娠してもいいから生で私を狂わせ続けてください… (2017年5月25日、美人魔女)
- 巨尻×痴女×交尾 (2017年6月2日、ワープエンタテインメント)
- ゴージャススタイルの美容師たちが在籍!!ハーレム美容院 中出しスペシャル!!（2017年6月9日、BAZOOKA）共演:きみと歩実、川菜美鈴、北川エリカ
- エロすぎる日本昔ばなし 5 第十一話 絶倫浦島太郎と豊満すぎる乙姫 (2017年7月7日、桃太郎映像出版)
- デカチンのせいでチ○コのポジションが定まらない僕は無意識にポジションを整える癖を義母さんに気づかれてしまい怒られるかと焦ったが『お父さんより立派ね』とヨダレをたらして欲情しはじめた。 (2017年7月7日、ヴィーナス)
- 名物「特盛り潮茶漬け」 下町母子の弁当屋 涙の人情ものがたり 後継ぎ編 (2017年7月14日、ケイ・エム・プロデュース/Million) 共演:天野美優、なつめ愛莉
- 妻が夫の留守中に若いイケメンを家に連れ込む3日間 (2017年8月7日、ヴィーナス)
- 巨乳女医による中出し訪問診療 (2017年8月11日、ケイ・エム・プロデュース/BAZOOKA) 他出演:天野美優、羽生ありさ、推川ゆうり
- ママのリアル性教育 (2017年8月17日、グローリークエスト)
- 卑猥語女 (2017年8月19日、MARRION)
- 夫の趣味で犯されて (2017年8月31日、タカラ映像)
- スーパーガチンコ全裸レズバトル DINAMITE2017 (2017年9月1日、ROCKET) 共演:大槻ひびき、推川ゆうり、有沢美紗、あおいれな、佳苗るか、倉多まお、浜崎真緒 ※「AV OPEN 2017」ドキュメンタリー部門 エントリー作品

### 携帯サイト
- アイドルがイッパイ （アイパイ）

## 写真集
森嶋かおり名義
- bé Cat　（2001年9月発売 / 2001年9月21日発行、エム・ウェーブ）　ISBN 4-901219-23-5　撮影: 小林ばく

KAORI名義
- PV - Private Venus（2002年6月10日発売／2002年6月25日発行、ワニブックス）　ISBN 4-8470-2683-7　撮影: HIDETO
- liquid body　（2002年10月3日発売 / 2002年9月30日発行、エム・ウェーブ）　ISBN 4-901219-38-3　撮影: HIDETO
- vibes（2002年11月22日発売 / 2002年12月6日発行、バウハウス）　ISBN 4-89461-929-6　撮影: HIDETO、西川和久
- INSOMNIA（2003年5月20日発売 / 2003年5月27日発行、竹書房）　ISBN 4-8124-1191-2　撮影: 上野勇
- 妄想遊戯（2003年11月17日発売 / 2003年12月1日発行、ぶんか社）　ISBN 4-8211-2585-4　撮影: 小塚毅之
- 妄想曼荼羅（2004年7月21日発売 / 2004年8月10日発行、ぶんか社）　ISBN 4-8211-2626-5　撮影: HIDETO
- 妄想雫（2005年05月27日発売 / 2005年6月10日発行、ぶんか社）　ISBN 4-8211-2659-1　撮影: HIDETO
- swim（2005年10月21日発売 / 2005年10月28日発行、竹書房）　ISBN 4-8124-2402-X　撮影: HIDETO

複数名義
- Love Junky（2004年5月27日発売 / 2004年6月20日発行、小学館）　ISBN 4-09-103041-6　他：二宮優　撮影: 野村誠一